# تكيف (نفس)

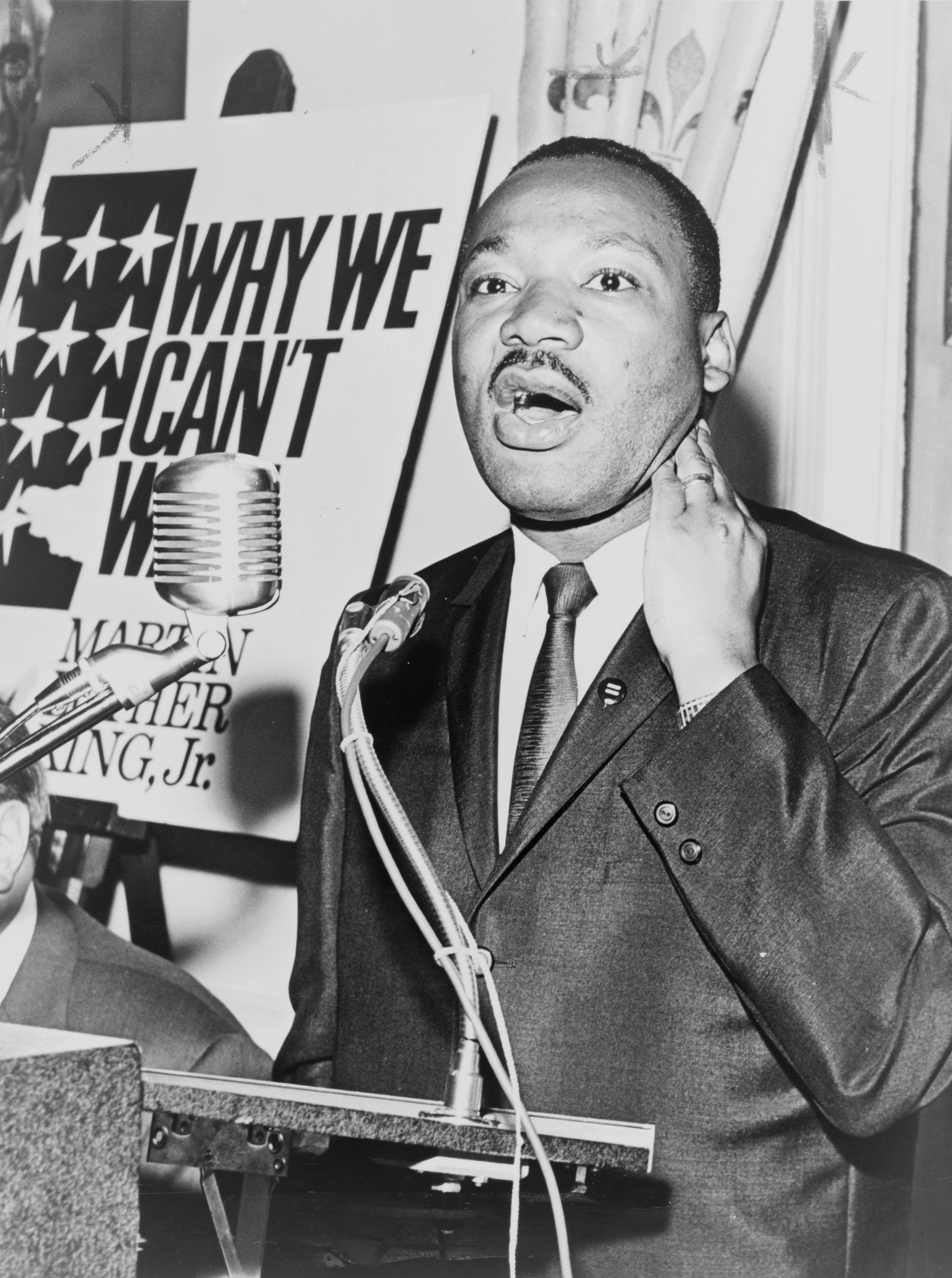

التكيف عملية دينامية مستمرة، يهدف بها الفرد إلى أن يغير سلوكه، ليحدث علاقة أكثر توافقا وتوازنا مع البيئة، كما تدل على مفهوم بيولوجي استخدم في نظرية التطور والبقاء، فالكائن الحي القادر على التكيف مع البيئة، ومفاجآتها يستطيع الاستمرار في البقاء، أما الذي يخفق في التكيف فمصيره إلى الزوال، وتشمل البيئة كل المؤثرات والإمكانات والقوى المحيطة بالإنسان التي يمكن أن تؤثر في جهوده للحصول على التوازن النفسي والبدني في معيشته.